# Herbert Feigl
Herbert Feigl (Liberec, 14 de dezembro de 1902 - Minneapolis, 1 de junho de 1988) foi um filósofo austríaco e um membro do Círculo de Viena.

## Biografia
Estudou física e filosofia sob a orientação de Moritz Schlick, o fundador do Círculo de Viena. Doutorou-se em 1927 com o ensaio: “O Acaso e a Lei – Uma análise epistemológica do papel da probabilidade e da indução nas ciências Naturais”. Em 1929 publicou o seu primeiro livro com o título: Teoria e Experiência em Física. Por esta altura foi um participante activo no Círculo de Viena. Foi um dos raros membros que teve oportunidade de partilhar ideias com Ludwig Wittgenstein e Karl Popper.
Em 1930, esteve na Universidade de Harvard, ao abrigo de uma bolsa internacional Rockfeller. Aí encontrou-se com nomes notáveis como o físico Percy Williams Bridgman,o filósofo Willard Van Orman Quine, e o psicólogo Stanley Smith Stevens. Em 1931 publicou um artigo, em parceria com Albert Blumberg – Positivismo Lógico: Um Novo Movimento Europeu, defendendo que o positivismo lógico devia voltar a chamar-se empirismo lógico, dadas as grandes diferenças que se verificavam entre a Filosofia da Ciência e o Movimento Positivista mais antigo.
Em 1931 emigrou definitivamente para os Estados Unidos, tendo ocupado um lugar de professor de filosofia na Universidade do Iowa. Em 1940 transferiu-se para a Universidade do Minnesota, onde ensinou durante 31 anos, até ao fim da sua vida. A sua relação pessoal e profissional com Wilfrid Sellars proporcionou alguns projectos conjuntos, nomeadamente o livro: Readings in Philosophical Analysis, e o jornal Philosophical Studies, que ele e Sellars fundaram em 1949.